# Giuseppe Gherardelli
Giuseppe Gherardelli (Florence, 1er janvier 1894 – Florence, 1er juillet 1944) est un mathématicien italien, représentant de l'école italienne de géométrie algébrique.

## Biographie
Giuseppe Gherardelli est diplômé en mathématiques en 1917 à l'université de Pise, également en tant qu'étudiant de l'École normale supérieure de Pise à partir de 1913, soutenant une thèse de géométrie sous la direction d'Eugenio Bertini.
Après avoir participé à la Première Guerre mondiale, il est de 1919 à 1924 l'assistant de Gino Fano à l'université de Turin, puis il passe à l'enseignement dans les lycées de Turin, puis de Florence. En 1942, il remporte un concours pour la chaire de l'université de Pavie, où il reste en poste, comme professeur de géométrie analytique, jusqu'à sa mort prématurée.

## Travaux
Ses premiers travaux portent essentiellement sur la géométrie des courbes algébriques, leurs systèmes linéaires (en) et les systèmes duaux associés, ainsi que sur les classes de courbes réductibles. Il s'est également intéressé à la théorie de l'intersection des courbes algébriques dans {\displaystyle \mathbb {R} ^{3}} et de modèles particuliers de variétés algébriques.

## Vie privée
Il a un fils, Francesco Gherardelli (1925-2008), qui a été professeur de géométrie à l'université de Florence. 